# Esther Dilcher
Esther Dilcher (nascida a 18 de setembro de 1965) é uma advogada e política alemã do Partido Social-Democrata (SPD) que serve como membro do Bundestag pelo estado de Hesse desde 2017.

## Carreira política
Dilcher tornou-se membro do Bundestag nas eleições federais alemãs de 2017, representando o círculo eleitoral de Waldeck. É membro da Comissão dos Assuntos Jurídicos e da Defesa do Consumidor, do Sub-comité de Direito Europeu e da Comissão de Orçamento.